# Mónaco en los Juegos Olímpicos de Sídney 2000
Mónaco estuvo representado en los Juegos Olímpicos de Sídney 2000 por cuatro deportistas, tres hombres y una mujer, que compitieron en cuatro deportes.
El portador de la bandera en la ceremonia de apertura fue el yudoca Thierry Vatrican. El equipo olímpico monegasco no obtuvo ninguna medalla en estos Juegos.